# نیکی شوری
نیکی شوری (به انگلیسی: Nicky Shorey) بازیکن فوتبال زادهٔ ۱۹ فوریه ۱۹۸۱ اهل کشور انگلستان که سابقهٔ بازی در تیم ملی فوتبال انگلستان را در کارنامهٔ خود دارد. وی در تاریخ ۱ ژوئن ۲۰۰۷ نخستین بازی ملی خود را در مقابل تیم ملی فوتبال برزیل انجام داد و با حضور در ۲ بازی ملی، در تاریخ ۲۲ اوت ۲۰۰۷ واپسین بازی ملی‌اش را در برابر تیم ملی فوتبال آلمان برگزار کرد.